# Österreichischer pinscher
Österreichischer pinscher är en hundras från Österrike.

## Historia
Organiserad avel med denna lantrashund inleddes 1921. 1928 godkändes den av Österrikes kennelklubb. Men under andra världskriget decimerades rasen svårt och först mot slutet av 1900-talet tog restaureringsarbetet fart. Den österrikiska pinschern är ännu inte helt konsoliderad, det finns fortfarande en variation ifråga om typ, bland annat kan öronen ha olika utseende. Eftersom det genetiska urvalet fortfarande är mycket litet har stamboken öppnats på nytt för rastypiska landpinschrar av okänd härstamning.

## Egenskaper
Ursprungligen är rasen en arbetande gårdshund, hundarna skulle både kunna vakta gården och valla boskap och detta visar sig i dess temperament. Den är livlig, uppmärksam och lekfull och har vaktinstinkt, kan vara reserverad mot främlingar men är lugn med sin familj.

## Utseende
Det är en medelstor hund, hanhundar har en mankhöjd på 44–50 centimeter och tikar har en mankhöjd på 42–48 centimeter. Den är kraftigare och mer kompakt än den tyska pinschern. Färgen på pälsen är rödbrunaktig till gulbrun. Vita tecken kan finnas på huvud, bröst, tassar och svansspets. Den kan också vara svart med tantecken.